# Blindeskak
Blindeskak (ikke at forveksle med blindskak ) er skak for blinde og svagtseende